# Rancho Verde, delstaten Mexiko
Rancho Verde är en ort i Mexiko, tillhörande Ixtapaluca kommun i delstaten Mexiko. Rancho Verde ligger i den centrala delen av landet och tillhör Mexico Citys storstadsområde. Orten hade 353 invånare vid folkmätningen 2010.